# Brauerei Paul Fischer
Brauerei Paul Fischer Inh. Frau Johanna Wenkel – nieistniejący browar w Gdańsku przy Hundegasse 8/9 (ul. Ogarna). Jeden z czterech browarów należących do mennonickiej rodziny Fischer. Pozostałe to: Bierbrauerei Richard Fischer przy ul. Starowiślnej 2, Brauerei A.Fischer jun. Inh. Rud. Winkelhausen przy Trakcie św. Wojciecha 68 oraz Brauerei A.Fischer przy ul. Korzennej 20.
Został utworzony w 1757. Do 1830 właścicielem browaru był Adam Beniamin Dälmer, od 1830 Carl August Dälmer, od 1846 Franz Durand; w 1872 od swojej ciotki Marianny Josephiny Durand, siostry Achilla Adalberta Fischera, browar zakupił Paul Fischer, a następnie w 1884 przeszedł w ręce córki Johanny Wentzel. Można więc przyjąć, iż przez cały okres swego istnienia browar należał do jednej rodziny. W ostatnim okresie browar prowadził politykę szukania nowych rynków zbytu przejmując dwa browary w Prusach – w Lubawie koło Iławy (Bartnikowski & Eschholz) i Kwidzynie (Brauerei und Malzfabrik Hammermühle), co mu nie na wiele się zdało, gdyż w 1918 sam został przejęty przez Brauerei Englisch Brunnen z Elbląga i w tymże roku zlikwidowany.
W 1908 zatrudniał 36 pracowników.

## Kolejne nazwy
- Brauerei A. Fischer jun. 1757–1884.
- Brauerei Paul Fischer Inh. Frau Johanna Wenkel do 1918.